# 魔法のiらんど文庫
魔法のiらんど文庫（まほうのあいらんどぶんこ）は、携帯電話向け無料ウェブサイト提供スペース・魔法のiらんどに投稿されたケータイ小説の中で特に人気が高い作品を再録・出版していた文庫本レーベル。後年は書下ろし作品を出版することも増えた。2007年10月25日創刊。
刊行当初は特殊紙をカバーに使用していた。また、カバーデザインは2010年代初期から中期にかけて変更されている。
創刊当初から休刊まで魔法のiらんど単行本という単行本サブレーベルも存在した。
発行はアスキー・メディアワークスであるが、同社のレーベル・電撃文庫と直接の関連性はなく、装丁やハードカバー版を並行して刊行する販売方式に見られるように、ライトノベルよりは一般文芸に近い位置付けが為されている（ただし、電撃文庫でも『図書館戦争』などのハードカバー版の発売は存在している）。
2018年3月24日以後、刊行されていない。

## 主なタイトル一覧
以下に作品を追加するときには、著者を五十音順に並べてください。また、新たに記事を作るときはリンクをつけてください。
| 著者              | タイトル                              | 刊行年月   | 備考                              |
| ----------------- | ------------------------------------- | ---------- | --------------------------------- |
| あ行              | ―                                     | ―          | ―                                 |
| Akari             | 暴走族に寵愛されたお姫様☆             | 2010年3月  | -                                 |
| 亜依              | 俺様ダーリンに愛されて                | 2011年1月  | -                                 |
| 亜依              | 彼女No.99                             | 2011年5月  | -                                 |
| あしなが          | お姫様の憂鬱                          | 2009年10月 | -                                 |
| 飛鳥              | Re:涙雨                               | 2010年2月  | -                                 |
| アリス            | お嬢様と執事                          | 2012年6月  | 表紙挿画：志音新                  |
| 伊東ミヤコ        | そして世界は全て変わる                | 2011年8月  | 表紙モデル： 鈴木勝大・伊藤梨沙子 |
| 稲森遙香          | 純愛                                  | 2008年8月  | -                                 |
| 梅谷百            | 妄想ジャンキー                        | 2008年7月  | -                                 |
| 梅谷百            | キミノ名ヲ。                          | 2013年4月  | -                                 |
| 蒼空              | Dear×××                               | 2007年11月 | -                                 |
| か行              | ―                                     | ―          | ―                                 |
| kuku              | Battle                                | 2010年9月  | -                                 |
| きたこ            | 家政婦さんっ!                         | 2011年12月 | 表紙挿画：waco                    |
| クローバー        | 君は俺のもの。                        | 2011年10月 | 表紙モデル：吉沢亮                |
| クローバー        | いじわるサディスト                    | 2012年9月  | 表紙モデル：中川大志              |
| くれあ            | 華                                    | 2007年12月 | -                                 |
| ココア            | COOL boy                              | 2008年3月  |                                   |
| 心愛              | My Treasure                           | 2008年0月  | -                                 |
| 御厨翠            | そんなあなたに恋をした―腹黒王子攻略戦 | 2011年5月  | -                                 |
| さ行              | ―                                     | ―          | ―                                 |
| Saori             | 翡翠と天青の物語                      | 2007年10月 | -                                 |
| さぉたん          | トリカエッコしよ☆                     | 2009年4月  | -                                 |
| サト              | ご主人様と私                          | 2008年6月  | -                                 |
| sin               | 天使の恋                              | 2011年11月 | -                                 |
| SINKA             | また会いたくて                        | 2008年4月  | -                                 |
| 坂口佳澄          | 愛しみを抱きしめて                    | 2010年4月  | -                                 |
| 白川愛理          | 絶対にみちゃダメ!                     | 2011年2月  | -                                 |
| 白川愛理          | イケない課外授業                      | 2012年11月 | 表紙挿画：ひのもとめぐる          |
| 星                | GOLD WOLF                             | 2011年9月  | -                                 |
| た行              | ―                                     | ―          | ―                                 |
| 田中あんこ        | キミが嘘をついた理由。                | 2010年10月 | -                                 |
| たんぽぽ 春田モカ | 君がほしかったもの / ★ワケあり婚★     | 2008年11月 | -                                 |
| 椿ハナ            | 午前2時に、キミを待ってる。           | 2014年1月  | -                                 |
| ツムギ            | 泣き顔にKISS                          | 2009年4月  | 表紙挿画：Baby Jam                |
| ツムギ            | Sweettime Lesson                      | 2009年10月 | 表紙挿画：Baby Jam                |
| ときおう慧実      | 金の華 銀の龍                         | 2012年10月 | -                                 |
| な行              | ―                                     | ―          | ―                                 |
| 永                | 地味にキミを押し倒す。                | 2011年6月  | -                                 |
| 夏菜              | 甘くて苦い雨―初恋                     | 2009年1月  | -                                 |
| ナナセ            | 片翼の瞳                              | 2008年1月  | -                                 |
| なω汰             | 先生と一つ屋根の下                    | 2008年4月  | -                                 |
| 鳴島左京          | 解けない鍵                            | 2008年9月  | -                                 |
| 西岡遙加          | ソラナゾ                              | 2008年1月  | -                                 |
| ぬこ              | あたしのカラダ                        | 2008年2月  | 表紙挿画：小林めいき              |
| ぬこ              | うりと夏休み                          | 2008年6月  | -                                 |
| ののはらみき      | レンアイ遊戯                          | 2011年3月  | -                                 |
| は行              | ―                                     | ―          | ―                                 |
| наяч              | 飛べナイ天使                          | 2008年12月 | -                                 |
| 春川こばと        | ワケあり生徒会!                       | 2012年12月 | 表紙挿画：文月路亜                |
| 陽菜              | あなたの事が、大好きでした。          | 2011年4月  | -                                 |
| べあ姫            | Teddy bear                            | 2008年3月  | -                                 |
| ま行              | ―                                     | ―          | ―                                 |
| まあ              | 隣のアイツ Coolな彼氏と甘い恋         | 2011年4月  | -                                 |
| 真紗美            | 抱きしめられたら…すり抜けろ!          | 2011年7月  | -                                 |
| Maya。            | Seven☆love                            | 2007年10月 | -                                 |
| Maya。            | りとる☆ラブ                           | 2008年10月 | -                                 |
| 繭                | ××なアイツ。                          | 2009年11月 | -                                 |
| 繭                | もしも彼が愛してくれて                | 2011年8月  | -                                 |
| 未衣              | キライ同士                            | 2010年9月  | -                                 |
| 美希              | 恋風邪                                | 2011年2月  | -                                 |
| 美嘉              | こんぺいとう                          | 2010年10月 | -                                 |
| 未来              | 命の輝き                              | 2010年1月  | -                                 |
| 未華空央          | Dream Prince                          | 2009年10月 | -                                 |
| 美那              | 桜龍                                  | 2010年6月  | -                                 |
| みなづき未来      | 嘘つきなリップ                        | 2009年7月  | -                                 |
| 水嶋利子          | 理由。                                | 2007年12月 | -                                 |
| 村崎紫            | 恋情ブラスト                          | 2010年4月  | -                                 |
| 元田有            | 11号-世界一のピュア・ラブストーリー   | 2008年8月  | -                                 |
| ももしろ          | S彼氏上々                             | 2007年11月 |                                   |
| ももしろ          | 純情スロットル                        | 2010年8月  | -                                 |
| ももしろ          | アイドルをねらえ!?                    | 2011年11月 | -                                 |
| や行              | ―                                     | ―          | ―                                 |
| 山田誉            | シュガーラブ                          | 2010年12月 | -                                 |
| 結衣              | あいつ等だけのお姫様!?                | 2007年10月 | 表紙挿画：上条衿                  |
| 結衣              | 恋愛約束                              | 2010年7月  | -                                 |
| ゆう              | ワイルドビースト                      | 2013年3月  | -                                 |
| ら行              | ―                                     | ―          | ―                                 |
| らりさ            | そよ風に乗って 出会い編               | 2008年3月  | -                                 |
| りん              | Kiss                                  | 2010年1月  | -                                 |
| りん              | pianissimo 秘密の恋                   | 2010年5月  | -                                 |
| Link              | サディスティック・プリンス            | 2013年3月  | -                                 |
| わ行              | ―                                     | ―          | ―                                 |
| わたあめ          | Sカレ!のMカノ?                        | 2011年10月 | -                                 |

## 企画
テーマごとのアンソロジー。
- 季節ごとの恋をテーマにした書きおろしオムニバス。
  - 冬恋 4つのバレンタイン・ラブ（2008年1月25日） ナナセ、美由、ももしろ、結衣
  - 夏恋 ビター編 4つのラブ・コレクション （2008年7月25日） 梅谷百、kuku、ナナセ、元田 有
  - 夏恋 スウィート編 5つのラブ・コレクション （2008年7月25日） さぉたん、サト、ツムギ、なω汰
  - 春恋 3つのスプリング・ラブ（2009年3月25日） ツムギ、ココア、白川愛理
- iらんどレンアイ部の応募作の書籍化[1]。
  - レンアイ部 恋する新学期!! （2010年6月25日） カレラ、Saori、とりい☆ゆり、 ユウ
  - レンアイ部 はじめての告白。 （2010年8月25日） あしなが、AKuBiy、 kuku、篠田撫子
  - レンアイ部 ブカツ男子に夢中!! （2010年11月25日） banbi、繭、美希、れいあ
- 人気作家の作品と共に投稿コンテストで募集した作品の書籍化[2]。
  - 溺愛BEST（2017年10月25日）映画館、ゆーり、シグレ、明日央、一ノ瀬亜子 - 第1弾テーマ「溺愛・甘ラブ」
  - 最強オオカミくんのとなり。（2017年11月25日）春川こばと、岬、美那、花子、七星ドミノ - 第2弾テーマ「不良ラブ」
  - 涙の先で君に会いたい（2017年12月25日）美嘉、べあ姫、ナナセ、椿ハナ、結城モカ - 第3弾テーマ「泣けるラブ」
  - 本当の恋を教えてやる（2018年1月25日）ココア*、ユウ、藤崎りく、一宮梨華、水月まこと - 第4弾テーマ「大人ラブ」